# Pouillot de Laura
Phylloscopus laurae
Espèce
Statut de conservation UICN

 LC  : Préoccupation mineure
Le Pouillot de Laura (Phylloscopus laurae) est une espèce de passereaux appartenant à la famille des Phylloscopidae.
Son nom est dédié à l'épouse de l'ornithologue américain Wilfrid Rudyerd Boulton (en) (1901–1983).

## Répartition et sous-espèces
Selon la classification de référence du Congrès ornithologique international (15.1, 2025) :
- P. l. laurae (Boulton, 1931) — ouest de l'Angola ;
- P. l. eustacei (Benson, 1954) — sud de la RDC et nord de la Zambie.